# Barossa Valley Highway
La Barossa Valley Highway (également connue sous le nom de Barossa Valley Way) () est la principale route reliant la plupart des grandes villes de la vallée Barossa en Australie-Méridionale. Elle est longue de 34 km, suivant approximativement la North Para River démarrant de la Sturt Highway à Nuriootpa traversant Tanunda, Rowland Flat et Lyndoch pour se terminer à Gawler où elle rejoint la Sturt Highway (à ceci près: la Barossa Valley Highway arrive par l'est et se termine dans la rue principale alors que la Sturt Highway contourne la ville par l'Ouest). Elle traverse le vignoble de la Barossa Valley.
C'est également l'une des routes les moins bien entretenues dans la vallée et qui connait également un nombre élevé d'accidents mortels à ses carrefours.

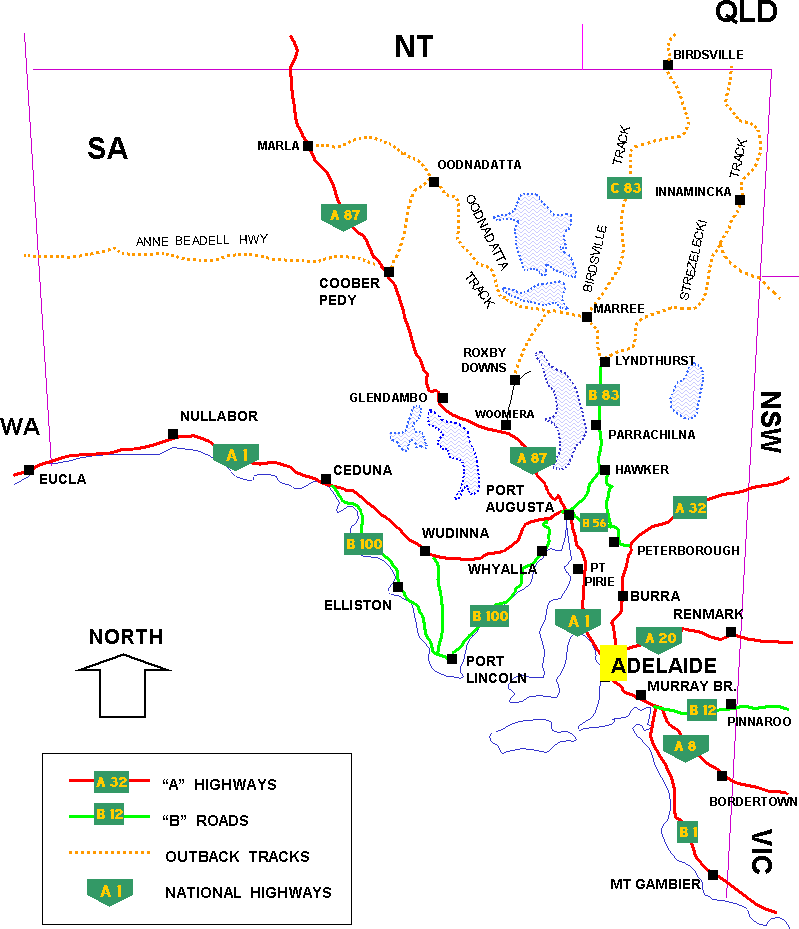